# Lynch (Kentucky)
Lynch è un comune degli Stati Uniti d'America, situato nello Stato del Kentucky, nella contea di Harlan.